# Грейвз, Майкл (боец)
Майкл Грейвз (англ. Michael Graves; род. 8 января 1991, Моми) — американский боец смешанного стиля, представитель полусредней весовой категории. Выступает на профессиональном уровне начиная с 2013 года, известен по участию в турнирах бойцовских организаций UFC и Fight Nights, участник бойцовского реалити-шоу The Ultimate Fighter.

## Биография
Майкл Грейвз родился 8 января 1991 года в городе Моми штата Огайо, США. Во время обучения в местной старшей школе серьёзно занимался борьбой, с 2009 года тренировался как боец смешанного стиля, в 2010 году стал выступать в ММА на любительском уровне. Проходил подготовку в зале American Top Team.

### Начало профессиональной карьеры
Дебютировал в смешанных единоборствах среди профессионалов в феврале 2013 года, отправил своего соперника в нокаут уже в первом раунде. Выиграв три поединка в Форт-Лодердейле на турнирах небольших промоушенов Fight Time и MTC, в октябре 2014 года провёл бой в достаточно крупной американской организации Titan Fighting Championships, где так же одержал победу.

### The Ultimate Fighter
Имея в послужном списке четыре победы и ни одного поражения, в феврале 2015 года Грейвз стал участником 21 сезона популярного бойцовского реалити-шоу The Ultimate Fighter — в данном сезоне бойцы American Top Team противостояли представителям команды Blackzilians. В итоге он провёл в рамках шоу два боя, уступил решением большинства судей Камару Усману и выиграл сдачей у Джейсона Джексона.

### Ultimate Fighting Championship
Благодаря успешному выступлению в шоу TUF Грейвз получил возможность подписать контракт с крупнейшей бойцовской организацией мира Ultimate Fighting Championship — на финальном турнире шоу в июле 2015 года встретился с бразильцем Висенти Луки и выиграл у него единогласным судейским решением.
Следующим его соперником должен был стать Дэнни Робертс, но из-за травмы Грейвз вынужден был сняться с турнира и был заменён Натаном Коем.
Он вернулся в октагон UFC только весной 2016 года, в середине второго раунда с помощью удушающего приёма сзади заставил сдаться Рэнди Брауна. Позже подрался с сербом Бояном Величковичем — противостояние между ними продлилось всё отведённое время, в итоге по решению двух судей была зафиксирована ничья (счёт 30-27, 28-28, 28-28).
На ноябрь 2016 года планировался бой против бразильца Сержиу Мораиса, однако в октябре Грейвза сняли с турнира из-за ареста по обвинению в домашнем насилии. С тех пор он больше не имел возможности принять участие в каком-либо из турниров, а в апреле 2017 года организация объявила о его увольнении.

### Fight Nights Global
В том же 2017 году подписал контракт с крупной российской организацией Fight Nights Global. В сентябре в поединке с Николаем Алексахиным проиграл техническим нокаутом в третьем раунде, потерпев тем самым первое в профессиональной карьере поражение.
В мае 2018 года свёл к ничьей поединок против другого российского бойца Мурата Хасанова.

## Статистика в профессиональном ММА
| Боёв 11  | Побед 8 | Поражений 1 |
| -------- | ------- | ----------- |
| Нокаутом | 2       | 1           |
| Сдачей   | 3       | 0           |
| Решением | 3       | 0           |
| Ничьи    | 2       | 2           |

| Результат | Рекорд | Соперник          | Способ                 | Турнир                                | Дата             | Раунд | Время | Место                  | Примечание                                                     |
| --------- | ------ | ----------------- | ---------------------- | ------------------------------------- | ---------------- | ----- | ----- | ---------------------- | -------------------------------------------------------------- |
| Победа    | 8-1-2  | Джаред Гуден      | Единогласное решение   | Titan FC 53: Puerta vs. Balart 2      | 15 марта 2019    | 5     | 5:00  | Форт-Лодердейл, США    | Выиграл титул временного чемпиона Titan FC в полусреднем весе. |
| Победа    | 7-1-2  | Грегг Эллис       | Единогласное решение   | Titan FC 51: The Battle of Kazakhstan | 21 декабря 2018  | 3     | 5:00  | Алма-Ата, Казахстан    |                                                                |
| Ничья     | 6-1-2  | Мурат Хасанов     | Решение большинства    | Fight Nights Global 87                | 19 мая 2018      | 3     | 5:00  | Ростов-на-Дону, Россия |                                                                |
| Поражение | 6-1-1  | Николай Алексахин | TKO (удары руками)     | Fight Nights Global 74                | 29 сентября 2017 | 3     | 3:06  | Москва, Россия         |                                                                |
| Ничья     | 6-0-1  | Боян Величкович   | Решение большинства    | UFC 201                               | 30 июля 2016     | 3     | 5:00  | Атланта, США           |                                                                |
| Победа    | 6-0    | Рэнди Браун       | Сдача (удушение сзади) | UFC on Fox: Teixeira vs. Evans        | 16 апреля 2016   | 2     | 2:31  | Тампа, США             |                                                                |
| Победа    | 5-0    | Висенте Луке      | Единогласное решение   | The Ultimate Fighter 21 Finale        | 12 июля 2015     | 3     | 5:00  | Лас-Вегас, США         |                                                                |
| Победа    | 4-0    | Рафаэл Соуза      | Сдача (удушение сзади) | Titan FC 31                           | 31 октября 2014  | 2     | 2:37  | Тампа, США             |                                                                |
| Победа    | 3-0    | Рико Феррингтон   | TKO (удары руками)     | MTC: In the Beginning                 | 3 апреля 2014    | 1     | 2:46  | Форт-Лодердейл, США    | Бой в промежуточном весе 81,6 кг.                              |
| Победа    | 2-0    | Дэнни Финз        | TKO (удары руками)     | Fight Time 15                         | 21 июня 2013     | 1     | 1:26  | Форт-Лодердейл, США    |                                                                |
| Победа    | 1-0    | Николас Риске     | KO (удары руками)      | Fight Time 13                         | 15 февраля 2013  | 1     | 1:48  | Форт-Лодердейл, США    |                                                                |

## Показательные выступления
| Боёв 2   | Побед 1 | Поражений 1 |
| -------- | ------- | ----------- |
| Нокаутом | 0       | 0           |
| Сдачей   | 1       | 0           |
| Решением | 0       | 1           |

| Результат | Рекорд | Соперник        | Способ                 | Турнир                                                   | Дата                         | Раунд | Время | Место             | Примечание                             |
| --------- | ------ | --------------- | ---------------------- | -------------------------------------------------------- | ---------------------------- | ----- | ----- | ----------------- | -------------------------------------- |
| Победа    | 1-1    | Джейсон Джексон | Сдача (удушение сзади) | The Ultimate Fighter: American Top Team vs. Blackzilians | 1 июля 2015 (дата показа)    | 1     | 3:01  | Коконат-Крик, США | Полуфинал The Ultimate Fighter 21.     |
| Поражение | 0-1    | Камару Усман    | Решение большинства    | The Ultimate Fighter: American Top Team vs. Blackzilians | 22 апреля 2015 (дата показа) | 2     | 5:00  | Бока-Ратон, США   | Четвертьфинал The Ultimate Fighter 21. |